# Agapanthia kirbyi
Agapanthia kirbyi es una especie de escarabajo del género Agapanthia, familia Cerambycidae. Fue descrita científicamente por Gyllenhal en 1817.
Habita en Albania, Bosnia y Herzegovina, Bulgaria, Crimea, Croacia, España, Francia, Grecia, Hungría, Irán, Italia, Macedonia, Moldavia, República Árabe Siria, Rumania, Rusia, Turquía, Ucrania y Yugoslavia. Esta especie mide aproximadamente 14-28 mm y su período de vuelo ocurre en los meses de abril, mayo, junio y julio.